# FatCat Records
FatCat Records är ett brittiskt skivbolag. 

## Artister
- Amandine - svenskt band
- Animal Collective
- Aoki Takamasa + Tujiko Noriko
- Björk mit Funkstörung
- Black Dice
- Blood On The Wall
- Charlottefield
- Chib
- Crescent
- David Grubbs
- David Karsten Daniels
- Di Lacuna
- Dorine_Muraille
- Dr. Smith & Professor Ludlow
- Drowsy
- Ensemble
- Foehn
- Fonn
- Frightened Rabbit
- Giddy Motors
- Grain
- Grindverk
- Hauschka
- Him
- Immense
- Insync v Mysteron
- Janek Schaefer
- Live Human
- Max Richter
- Mice Parade
- Múm
- Nina Nastasia
- Our Brother The Native
- Party of One
- Process
- Programme
- Semiconductor
- Set Fire To Flames
- Sigur Rós
- Silje Nes
- Songs Of Green Pheasant
- Sons Of The Sun
- Stromba
- Sylvain Chauveau
- The Bug
- The Dylan Group
- The Mutts
- The Rank Deluxe
- The Realistics
- The Twilight Sad
- To Rococo Rot
- Tom Brosseau
- Transient Waves
- Ultra-red
- Various Artists
- Vashti Bunyan
- Vetiver
- Web
- Welcome
- Xinlisupreme